# Исламханов, Сулейман
Сулейман Исламханов (род. 21 января 1996) — австрийский дзюдоист чеченского происхождения, чемпион Австрии.

## Спортивные результаты
- Первенство Австрии по дзюдо среди кадетов 2011 года — ;
- Первенство Австрии по дзюдо среди кадетов 2012 года — ;
- Первенство Австрии по дзюдо среди кадетов 2013 года — ;
- Первенство Австрии по дзюдо среди юниоров 2012 года — ;
- Первенство Австрии по дзюдо среди молодёжи 2015 года — ;
- Чемпионат Австрии по дзюдо 2016 года — ;